# Copa del Rey de fútbol 1919
La Copa del Rey de 1919 fue la decimoséptima edición del Campeonato de España de Copa de fútbol. Fue disputada a lo largo de abril y mayo del año 1919 entre los distintos campeones de los torneos regionales del país de la temporada 1918-19.
Fue campeón el Arenas Club de Guecho —quien logró su primer título— tras vencer por 5-2 al Foot-ball Club Barcelona. El hasta entonces vigente campeón Real Unión Club de Irún no pudo defender su título al perder contra la Real Sociedad de Foot-ball de San Sebastián en el regional guipuzcoano. Tampoco contendieron los hasta la fecha más laureados del torneo, Athletic Club y Madrid Foot-ball Club —con cinco campeonatos cada uno— al ser eliminados también en sus respectivos regionales ante Arenas de Guecho y Racing Club de Madrid respectivamente.

## Desarrollo
Participaron en esta edición de la Copa los ganadores de los ocho torneos regionales que se disputaron en España durante la temporada 1918-19. Aragón seguía sin representación a nivel nacional ya que su federación y el Campeonato Regional de Aragón no se establecieron oficialmente hasta 1922. Hasta la fecha disputaban un campeonato oficioso que no les permitía acudir al certamen nacional. Mismo caso sucedía en el fútbol balear y el Campeonato Regional de Baleares y en Canarias, quien atravesaba una fuerte crisis y cuyo Campeonato Regional de Canarias no pudo designar un contendiente nacional al no estar afiliado a la federación nacional.
Fue la primera vez que se disputaron dos competiciones regionales diferentes en el Norte, al separarse en las federaciones vizcaína y guipuzcoana, por una disputa entre el Athletic Club y la Real Sociedad de Foot-ball de San Sebastián. Eso permitió que por primera vez se clasificaran dos equipos de una misma región al campeonato nacional. En ambos regionales hubo noticia; por un lado los txuri-urdines derrotaron en Guipúzcoa al Real Unión Club de Irún —vigente campeón nacional y que por tanto no pudo defender su título—; por el otro lado, el Arenas Club de Guecho ganó al favorito Athletic Club por Vizcaya —dejando sin presencia a los pentacampeones por tercer año consecutivo—. El otro campeonato con novedad fue el del Centro, ya que el Racing Club de Madrid, equipo del barrio de Chamberí, se impuso al Madrid Foot-ball Club —claro dominador de Castilla—.
Por primera vez hubo un representante de la zona de Levante, el Club Deportivo Aguileño murciano como vencedor del primer Campeonato de Levante, pero se retiró del torneo sin disputar ningún partido al no poder llegar a tiempo para su disputa. El motivo, según crónica del diario Madrid Sport a fecha del 25 de marzo de 1920 —apenas días antes del comienzo del Campeonato de España—, fue que el club levantino no había recibido aún notificación de las fechas y los rivales del certamen nacional, y debía solicitar la tarifa
especial 108 para su desplazamiento —la cual tardaba ocho días en emitirse—, por lo que fuera de fechas para su recepción no pudo defender a la región levantina en el torneo y hubo de retirarse antes de su comienzo. Fue una mala planificación del campeonato que no avisó con suficiente premura a los diferentes campeones regionales, que privó al primer representante de la citada región de contender en el mismo.

### Participantes
| Equipos participantes           | Equipos participantes           | Equipos participantes                       |
| ------------------------------- | ------------------------------- | ------------------------------------------- |
| Campeonato (Regiones agregadas) | Campeonato (Regiones agregadas) | Representante                               |
| Campeonato de Asturias          |                                 | Real Sporting de Gijón                      |
| Campeonato de Cataluña          |                                 | Foot-ball Club Barcelona                    |
| Campeonato del Centro           |                                 | Racing Club de Madrid                       |
| Campeonato de Galicia           |                                 | Real Vigo Sporting Club                     |
| Campeonato de Guipúzcoa         | (Navarra y La Rioja)            | Real Sociedad de Foot-ball de San Sebastián |
| Campeonato del Norte            | (Cantabria)                     | Arenas Club de Guecho                       |
| Campeonato del Sur              | (Extremadura y Marruecos)       | Sevilla Foot-ball Club                      |
| Campeonato de Levante           | (Murcia)                        | Club Deportivo Aguileño                     |

## Fase final
Consistente en dos rondas a doble partido con los enfrentamientos dirigidos según la región del equipo. En caso de quedar empatados a victorias, se jugaba un partido de desempate en campo neutral. Los dos últimos contendientes se enfrentaron en la final a partido único en campo neutral.
|  | Cuartos de final          | Cuartos de final          | Cuartos de final          |   |                 | Semifinales              | Semifinales              | Semifinales              |  |             | Final      | Final      |
|  | 30 de marzo - 30 de abril | 30 de marzo - 30 de abril | 30 de marzo - 30 de abril |   |                 | 27 de abril - 11 de mayo | 27 de abril - 11 de mayo | 27 de abril - 11 de mayo |  |             | 18 de mayo | 18 de mayo |
|  |                           |                           |                           |   |                 |                          |                          |                          |  |             |            |            |
|  | Vigo Sporting             | 0                         | 0                         |   |                 |                          |                          |                          |  |             |            |            |
|  | Sporting de Gijón         | 0                         | 0                         |   |                 |                          |                          |                          |  |             |            |            |
|  | Sporting de Gijón         | 0                         | 0                         |   | Vigo Sporting   | 0                        | 1                        |                          |  |             |            |            |
|  |                           |                           |                           |   | Vigo Sporting   | 0                        | 1                        |                          |  |             |            |            |
|  |                           | Arenas Club               | 2                         | 6 |                 |                          |                          |                          |  |             |            |            |
|  | Arenas Club               | Arenas Club               | 2                         | 6 | 8               | 0                        |                          |                          |  |             |            |            |
|  | Arenas Club               |                           |                           |   | 8               | 0                        |                          |                          |  |             |            |            |
|  | Racing Club de Madrid     | 2                         | 2                         |   |                 |                          |                          |                          |  |             |            |            |
|  |                           |                           |                           |   |                 |                          |                          |                          |  | Arenas Club | 5          |            |
|  |                           | F. C. Barcelona           | 2                         |   |                 |                          |                          |                          |  |             |            |            |
|  | F. C. Barcelona           | 6                         | 3                         |   |                 |                          |                          |                          |  |             |            |            |
|  | Real Sociedad             | 0                         | 1                         |   |                 |                          |                          |                          |  |             |            |            |
|  | Real Sociedad             | 0                         | 1                         |   | F. C. Barcelona | 4                        | 3                        |                          |  |             |            |            |
|  |                           |                           |                           |   | F. C. Barcelona | 4                        | 3                        |                          |  |             |            |            |
|  |                           | Sevilla F. C.             | 3                         | 0 |                 |                          |                          |                          |  |             |            |            |
|  | Sevilla F. C.             | Sevilla F. C.             | 3                         | 0 |                 |                          |                          |                          |  |             |            |            |
|  |                           |                           |                           |   |                 |                          |                          |                          |  |             |            |            |
|  | Club Deportivo Aguileño   |                           |                           |   |                 |                          |                          |                          |  |             |            |            |

### Cuartos de final
Las eliminatorias de cuartos se disputaron en su mayoría los días 13 y 20 de abril. Anteriormente, los días 23 y 30 de marzo con el desempate jugado el día 3 en Madrid en campo neutral, ya se había jugado la eliminatoria entre el Arenas de Guecho y el Racing de Madrid. Además los partidos que deberían haber enfrentado al Sevilla F. C. y al C. D. Aguileño no llegaron ni a jugarse puesto que el equipo murciano se retiró por no poder acudir a tiempo al torneo. El choque de desempate entre Vigo Sporting y Sporting de Gijón se jugó en Santander el día 30 de abril.
| Equipo local ida | Ida   | Vuelta | Equipo visitante ida | Desempate |
| ---------------- | ----- | ------ | -------------------- | --------- |
| Real Vigo S. C.  | 0 - 0 | 0 - 0  | Sporting de Gijón    | 3 - 0     |
| Arenas de Guecho | 8 - 2 | 0 - 2  | Racing de Madrid     | 3 - 1     |
| F. C. Barcelona  | 6 - 0 | 3 - 1  | Real Sociedad        |           |
| Sevilla F. C.    | —     | —      | C. D. Aguileño       |           |

### Semifinales
Las semifinales del torneo fueron disputadas entre abril y mayo. La primera que enfrentaba al Vigo Sporting y al Arenas de Guecho curiosamente se disputó unos días más tarde que la segunda, concretamente los días 4 y 11 de mayo. La otra había sido jugada el 27 y el 30 de abril. Como curiosidad los dos partidos entre el F. C. Barcelona y el Sevilla F. C. se disputaron en Madrid.
| Equipo local ida | Ida   | Vuelta | Equipo visitante ida | Desempate |
| ---------------- | ----- | ------ | -------------------- | --------- |
| Real Vigo S. C.  | 0 - 2 | 1 - 6  | Arenas de Guecho     |           |
| F. C. Barcelona  | 4 - 3 | 3 - 0  | Sevilla F. C.        |           |

## Final
Se disputó en el Campo del Paseo Martínez Campos (campo de fútbol del Racing Club de Madrid) de Madrid, el 18 de mayo de 1919. A pesar de lo que pudiera parecer por el resultado, la final de Copa de 1919 estuvo disputadísima. Se adelantó el Arenas con un gol de Félix Sesúmaga (12') que empató el barcelonista Viñals (38') al filo del descanso. En la segunda parte se adelantó el Barça con un gol de Lakatos. A diez minutos del final, Sesúmaga de nuevo, empató el partido, propinando un mazazo a la moral de los catalanes. Durante la prórroga se impuso la mejor forma física de los areneros que arrollaron al Barça con tres goles, obra de Sesúmaga (96'), Florencio Peña e Ibaibarriaga (118') que establecieron el definitivo 5-2 final. Este sería el único título nacional de la historia del Arenas.
| 1     | POR | José María Jáuregui |  |
| 2     | DEF | Pedro Vallana       |  |
| 3     | DEF | Domingo Careaga     |  |
| 4     | MED | Gumersindo Uriarte  |  |
| 5     | MED | José Arruza         |  |
| 6     | MED | José María Peña)    |  |
| 7     | DEL | Ibaibarriaga        |  |
| 8     | DEL | Francisco Pagaza    |  |
| 9     | DEL | Félix Sesúmaga      |  |
| 10    | DEL | Pedro Barturen      |  |
| 11    | DEL | Florencio Peña      |  |
| D. T. |     |                     |  |

| 1     | POR   | Luis Brú                |  |
| 2     | DEF   | Eduardo Reguera         |  |
| 3     | DEF   | José Costa              |  |
| 4     | MED   | Ramón Torralba          |  |
| 5     | MED   | Agustín Sancho          |  |
| 6     | MED   | Eusebio Blanco          |  |
| 7     | DEL   | Francisco Viñals        |  |
| 8     | DEL   | Juan Garchitorena       |  |
| 9     | DEL   | Vicente Martínez        |  |
| 10    | DEL   | Paulino Alcántara       |  |
| 11    | DEL   | José Landazábal Lakatos |  |
| D. T. | D. T. | Jack Greenwell          |  |

|  | 12'  | Sesúmaga     | 1-0 |
|  | 80'  | Sesúmaga     | 2-2 |
|  | 96'  | Sesúmaga     | 3-2 |
|  | 116' | F. Peña      | 4-2 |
|  | 119' | Ibaibarriaga | 5-2 |

| 1-1 | Francisco Viñals | 38' |
| 1-2 | Lakatos          | 55' |

| Árbitro:        | Julián Ruete |
| Jueces de línea | Montero      |
| Jueces de línea | Aranguren    |
| Jueces de gol   | Larrañaga    |
| Jueces de gol   | Carcer       |
| Reporte         |              |

| 1     | POR | José María Jáuregui |  |
| 2     | DEF | Pedro Vallana       |  |
| 3     | DEF | Domingo Careaga     |  |
| 4     | MED | Gumersindo Uriarte  |  |
| 5     | MED | José Arruza         |  |
| 6     | MED | José María Peña)    |  |
| 7     | DEL | Ibaibarriaga        |  |
| 8     | DEL | Francisco Pagaza    |  |
| 9     | DEL | Félix Sesúmaga      |  |
| 10    | DEL | Pedro Barturen      |  |
| 11    | DEL | Florencio Peña      |  |
| D. T. |     |                     |  |

| 1     | POR   | Luis Brú                |  |
| 2     | DEF   | Eduardo Reguera         |  |
| 3     | DEF   | José Costa              |  |
| 4     | MED   | Ramón Torralba          |  |
| 5     | MED   | Agustín Sancho          |  |
| 6     | MED   | Eusebio Blanco          |  |
| 7     | DEL   | Francisco Viñals        |  |
| 8     | DEL   | Juan Garchitorena       |  |
| 9     | DEL   | Vicente Martínez        |  |
| 10    | DEL   | Paulino Alcántara       |  |
| 11    | DEL   | José Landazábal Lakatos |  |
| D. T. | D. T. | Jack Greenwell          |  |

|  | 12'  | Sesúmaga     | 1-0 |
|  | 80'  | Sesúmaga     | 2-2 |
|  | 96'  | Sesúmaga     | 3-2 |
|  | 116' | F. Peña      | 4-2 |
|  | 119' | Ibaibarriaga | 5-2 |

| 1-1 | Francisco Viñals | 38' |
| 1-2 | Lakatos          | 55' |

| Árbitro:        | Julián Ruete |
| Jueces de línea | Montero      |
| Jueces de línea | Aranguren    |
| Jueces de gol   | Larrañaga    |
| Jueces de gol   | Carcer       |
| Reporte         |              |

|                               |
| Campeón ARENAS CLUB DE GUECHO |
| 1.er título                   |